# (5170) Sissons
(5170) Sissons est un astéroïde de la ceinture principale.

## Description
(5170) Sissons est un astéroïde de la ceinture principale. Il fut découvert le 3 mars 1987 à la station Anderson Mesa par Edward L. G. Bowell. Il présente une orbite caractérisée par un demi-grand axe de 3,03 UA, une excentricité de 0,06 et une inclinaison de 10,3° par rapport à l'écliptique.

## Compléments